# Устілка

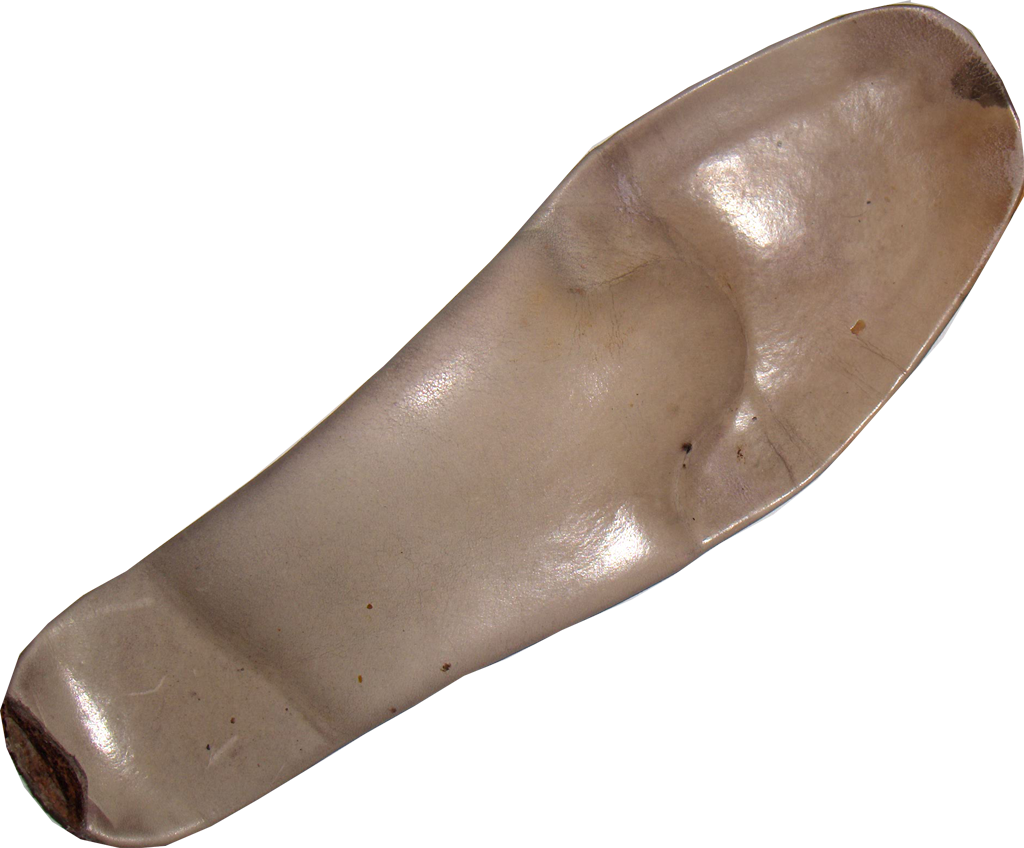
Використана устілка

Устілка — знімна вставка у взутті (ортез), що прикріплюється зсередини до підошви безпосередньо під ступню. Може виконувати ряд функцій, зокрема збільшенню комфорту при ходьбі, підтримка своду стопи, полегшенню болі в стопах та суглобах при артриті, усунення неприємного запаху, корекції довжини ніг, збільшення зросту, тощо.
Устілки виготовляються як правило з тонкої шкіри, тканини, картону, силікону та латексу.

## Види устілок

### Антибактеріальні
Антибактеріальні (або гігієнічні) устілки виготовляють із латексу з додаванням активованого вугілля, призначені для запобігання грибкових інфекцій, поглинання зайвої вологи і неприємного запаху. Призначені насамперед для спортивного (кросівки, кеди, снікери) та закритого (чоботи, берці) взуття.

### Текстильні
Такі устілки є універсальними та найпоширенішими. Призначені для повсякденного носіння. Виготовляються як правило з бавовняної тканини, льону або махри. Вважається що такі устілки можна носити на босу ногу. На сьогоднішній день більшість виробників все частіше роблять попередню обробку таких устілок спеціальним бактерицидним засобом для запобігання виникненню грибку ніг.

### Шкіряні
Виготовляються з декількох шарів (наприклад, верхній шар устілки з натуральної шкіри або замші), а нижній шар з м'якого латексу. Такі устілки нормалізують циркуляцію повітря та дозволяють шкірі стоп дихати, добре усувають вологу та неприємні запахи, тим самим збільшуючи термін придатності взуття.

### Повстяні
Призначені для холодної пори року. Такі устілки чудово зберігають тепло у взутті, вбирають вологу (не даючи ногам при носінні потіти і в зв'язку з цим мерзнути) і носяться досить тривалий строк, не деформуючись під час експлуатації.

### Силіконові
Устілки виротовлені із силіконового гелю. Ці устілки не дозволяють нозі ковзати у взутті, вони не вимагають додаткового кріплення і можуть використовуватися в будь-якому типі взуття — як у закритому так і у відкритому. Також ці устілки зменшують біль в ногах при тривалому носінні взуття на високих підборах, амортизують і пом'якшують навантаження при ходьбі та покращують циркуляцію крові в стопах. 

### Ортопедичні
Ортопедичні, або супінатори — устілки призначені для людей з деформованими стопами (наприклад, при плоскостопості) або при порушенні кровообігу в стопах. Данні устілки відмінно підтримують правильну форму стопи, пом'якшуючи навантаження на неї під час ходьби, а також покращують амортизацію. Деформування стопи позначається на всьому опорно-руховому апараті, викликаючи біль навіть в колінах і хребті, тому лікар може призначити носіння саме таких устілок.
За методом впливу на опорно-руховий апарат людини ортопедичні устілки можна розділити на дві групи:
- Коригуючі або розвантажувальні — змінюють положення окремих ділянок стопи.
- Сенсомоторні — впливають на нервові закінчення на плантарній поверхні стопи.